# Stenolepis ridleyi
Stenolepis ridleyi är en ödleart som beskrevs av  George Albert Boulenger 1887. Stenolepis ridleyi ingår i släktet Stenolepis och familjen Gymnophthalmidae. Inga underarter finns listade i Catalogue of Life.